# Chiesa di San Pietro dei Samari
La chiesa di San Pietro dei Samari, ubicata a circa 5 km dal comune di Gallipoli in direzione di Taviano, è un'antica costruzione bizantina. Essa è situata nel territorio di pertinenza del Parco naturale regionale Isola di Sant’Andrea e litorale Punta Pizzo.
Nel 2023 ha vinto l'undicesima edizione de I Luoghi del Cuore del Fai.

## Storia
Deve il suo nome al vicino fosso dei Samari e la tradizione colloca la sua fondazione al periodo in cui l'apostolo San Pietro, in viaggio verso Roma, attraversò questi luoghi. Da un'incisione latina ottocentesca (probabilmente in sostituzione di una più antica), posta sul prospetto, si può dedurre che la chiesa venne edificata o ricostruita nel 1148 per volere di Ugo di Lusignano, un cavaliere templare francese, di passaggio a Gallipoli di ritorno dalla Terra Santa.

## Descrizione
L'edificio, il cui prospetto con motivi ad archetti pensili è nascosto da un settecentesco corpo di fabbrica, si presenta altamente compromesso a causa dell'abbandono e dell'incuria. L'interno si compone di un'unica navata, divisa in due campate scandite da possenti archi su cui si scaricano due cupole di copertura, terminante con abside semicilindrica.
Nulla è rimasto dell'originaria decorazione, come ad esempio il dipinto, realizzato da Giovanni Andrea Coppola, raffigurante i Santi Apostoli Pietro e Paolo.